# Kosinus versus

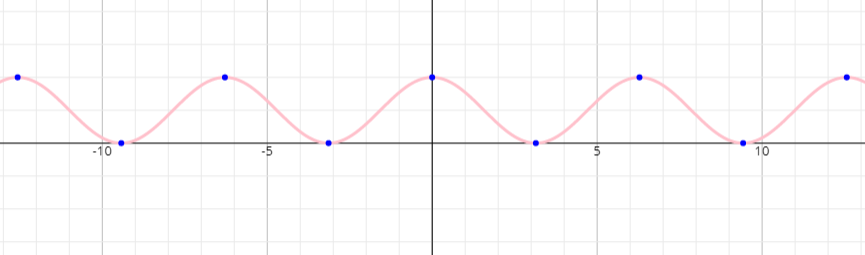
Graf funkce kosinus versus

Kosinus versus je již nepoužívaná goniometrická funkce. Značila se {\displaystyle \operatorname {coversin} \,x}, {\displaystyle \operatorname {covers} \,x}, {\displaystyle \operatorname {cosiv} \,x}, {\displaystyle \operatorname {vercos} \,x} nebo {\displaystyle \operatorname {cvs} \,x}.

## Definice
Kosinus versus je definován pomocí kosinu:
{\displaystyle \operatorname {vercos} \,x=1+\cos x}.

## Vlastnosti
- Definiční obor funkce

{\displaystyle {R}}
- Obor hodnot funkce

{\displaystyle \langle 0,2\rangle }
- Kosinus versus je sudá funkce, je tedy splněna podmínka

{\displaystyle \operatorname {vercos} \,-x=\operatorname {vercos} \,x.}
- Inverzní funkcí ke kosinus versus je {\displaystyle \arccos(x-1)}.

- Derivace kosinus versus:

{\displaystyle {\frac {d}{dx}}\operatorname {vercos} \,x=-\sin x}
- Neurčitý integrál:

{\displaystyle \int \operatorname {vercos} \,\mathrm {d} x=(x+\sin x)+C}, kde {\displaystyle C} je integrační konstanta.
- Omezená
- Periodická s periodou {\displaystyle 2\pi }